# Amata pfluemeri
Amata pfluemeri là một loài bướm đêm thuộc phân họ Arctiinae, họ Erebidae.